# Christian Stegbauer

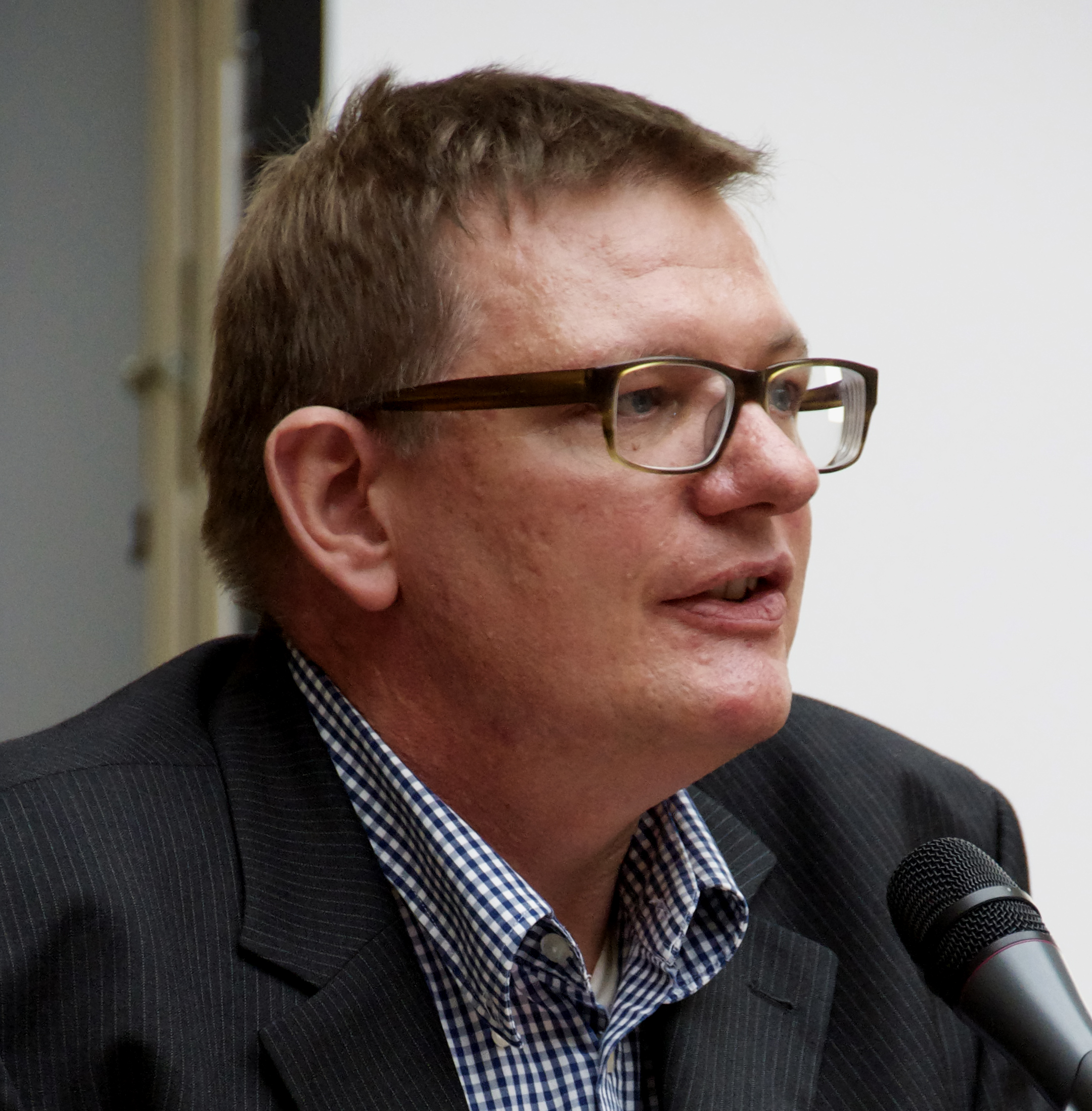
Christian Stegbauer während eines Vortrags (2010)

Christian Stegbauer (* 20. November 1960 in Alsfeld) ist ein deutscher Soziologe.

## Leben
Nach dem Realschulabschluss und einer Ausbildung zum Biologielaboranten bei der Hoechst AG besuchte Stegbauer die Fachoberschule Sozialwesen. Er absolvierte das Grundstudium Sozialpädagogik, studierte dann Soziologie, Sozialpsychologie, Statistik und Wirtschaftsgeographie an der Goethe-Universität in Frankfurt am Main.
Im Anschluss war er Projektmitarbeiter an der Technischen Universität Darmstadt und arbeitete als Statistiker bei der Nielsen Media Research, bevor er als Wissenschaftlicher Mitarbeiter und Assistent an die Universität Frankfurt am Main ging.
Stegbauer hatte Lehrstuhlvertretungen an den Universitäten Jena, Siegen und Frankfurt inne. Er ist Gründungsherausgeber der Zeitschrift kommunikation@gesellschaft – Journal für alte und neue Medien aus soziologischer, kulturanthropologischer und kommunikationswissenschaftlicher Perspektive und Leiter des Projekts „Konstitution und Erhalt von Kooperation am Beispiel von Wikipedia“. Er arbeitet seit 2013 an der Johann Wolfgang Goethe-Universität Frankfurt am Main und ist dort außerplanmäßiger Professor für Soziologie.
Er gründete zusammen mit Roger Häußling zunächst die Arbeitsgruppe "Netzwerkforschung" und später die Sektion "Soziologische Netzwerkforschung" in der Deutschen Gesellschaft für Soziologie. Von 2010 bis 2016 war er der Sprecher dieser Sektion. Er ist Mitbegründer der Deutschen Gesellschaft für Netzwerkforschung und seit 2018 deren Vorsitzender.

## Schriften
Monografien
- mit Karl Otto Hondrich, J. Schumacher, K. Arzberger und F. Schlie: Krise der Leistungsbereitschaft? Empirische Analysen zum Engagement in Arbeit, Familie und Politik. Westdeutscher Verlag, Opladen 1988, ISBN 3-531-11887-0
- Electronic-Mail und Organisation: Partizipation, Mikropolitik und soziale Integration von Kommunikationsmedien. Schwartz, Göttingen 1995, ISBN 978-3-509-01685-7.
- Euphorie und Ernüchterung auf der Datenautobahn. Dipa, Frankfurt 1996 ISBN 978-3-7638-0375-0.
- mit Jürgen Schwab und Michael Stegmann: Blinde Flecken traditioneller Jugendhilfe. Eine empirische Studie zur Jugendhilfeplanung. Dipa, Frankfurt 1998, ISBN 978-3-7638-0397-2.
- Internet für Soziologen. Darmstadt, Wissenschaftliche Buchgesellschaft, 1999, ISBN 978-3-89678-130-7.
- Grenzen virtueller Gemeinschaft. Strukturen internetbasierter Kommunikationsformen. Westdeutscher Verlag, Wiesbaden 2001, ISBN 978-3-531-13644-8.
- Reziprozität. Einführung in soziale Formen der Gegenseitigkeit. Westdeutscher Verlag, Wiesbaden 2002, ISBN 978-3-531-13851-0; 2. Auflage 2011, ISBN 978-3-531-17641-3.
- mit Alexander Rausch: Strukturalistische Internetforschung. Netzwerkanalysen internetbasierter Kommunikationsräume. VS Verlag für Sozialwissenschaften, Wiesbaden 2006, ISBN 978-3-531-15110-6.
- Geschmackssache? Eine kleine Soziologie für Genießer. Merus, Hamburg 2006, ISBN 978-3-939519-16-4.
- Wikipedia: Das Rätsel der Kooperation. Unter Mitarbeit von Alexander Rausch, Elisabeth Bauer und Victoria Kartashova. VS Verlag für Sozialwissenschaften, Wiesbaden 2009, ISBN 978-3-531-16589-9.
- mit Alexander Rausch: Einführung in NetDraw: Erste Schritte mit dem Netzwerkvisualisierungsprogramm. Springer VS, Wiesbaden 2013, ISBN 978-3-658-03134-3.
- Grundlagen der Netzwerkforschung. Situation, Mikronetzwerke und Kultur. Springer VS, Wiesbaden 2016, ISBN 978-3-658-12650-6.
- Shitstorms. Der Zusammenprall digitaler Kulturen. Springer, Wiesbaden 2018, ISBN 978-3-658-19954-8.
- Superschwache Beziehungen. Was unsere Gesellschaft kulturell zusammenhält. Springer VS, Wiesbaden 2023, ISBN 978-3-658-39548-3 (engl. Übersetzung: Super Weak Ties. What Culturally Holds our Society Together. Springer, Wiesbaden 2024, ISBN 978-3-658-43887-6.)
- Die zwölf Grundannahmen der Netzwerkforschung. Springer VS, Wiesbaden 2024, ISBN 978-3-658-44599-7. (engl. Übersetzung: The Twelve Basic Assumptions of Network Research. Springer, Wiesbaden 2025, ISBN 978-3-658-48025-7.)
- Radfahren - Eine Soziologie aus dem Sattel. Das Fahrrad als Haustier, Gesetzesbrecher und Lebensstilikone. Springer, Wiesbaden 2025, ISBN 978-3-658-48166-7.)

Beiträge
- mit Elisabeth Bauer: Macht und Autorität im offenen Enzyklopädieprojekt Wikipedia. In: Michael Jäckel, Manfred Mai (Hrsg.): Medienmacht und Gesellschaft. Zum Wandel öffentlicher Kommunikation. Inhaltsverzeichnis Campus, Frankfurt am Main 2008, ISBN 978-3-593-38593-8, S. 241–264.
- Wikipedia. Die Macht der Wenigen. Soziale Prozesse und Strukturen, Bundeszentrale für politische Bildung, 10. Oktober 2012.
- mit Anna Kosores und Helen Weber: Kunstmarkt in Frankfurt. Soziologisches Forschungsseminar untersuchte Netzwerk der Galerien. In: Johann Wolfgang Goethe-Universität Frankfurt am Main (Hrsg.): UniReport. 2/2019, S. 25.

Herausgeberschaften
- mit Michael Jäckel: Social Software. Formen der Kooperation in computerbasierten Netzwerken. VS Verlag für Sozialwissenschaften, Wiesbaden 2008, ISBN 978-3-531-15395-7.
- Netzwerkanalyse und Netzwerktheorie. Ein neues Paradigma in den Sozialwissenschaften. VS Verlag für Sozialwissenschaften, Wiesbaden 2008, ISBN 978-3-531-91107-6.
- mit Roger Häußling: Handbuch Netzwerkforschung. VS Verlag für Sozialwissenschaften, Wiesbaden 2010, ISBN 978-3-531-15808-2. 2. Auflage, Springer, Wiesbaden 2025, ISBN 978-3-658-37502-7.
- mit Jan Fuhse: Kultur und mediale Kommunikation in sozialen Netzwerken. VS Verlag für Sozialwissenschaften, Wiesbaden 2011, ISBN 978-3-531-17041-1.
- Ungleichheit: Medien- und kommunikationssoziologische Perspektiven. Springer VS Verlag für Sozialwissenschaften, Wiesbaden 2012. ISBN 978-3-531-17602-4.
- mit Marina Hennig: Die Integration von Theorie und Methode in der Netzwerkforschung. Springer VS, Wiesbaden 2012, ISBN 978-3-531-17865-3.
- mit Boris Holzer: Schlüsselwerke der Netzwerkforschung. Springer VS, Wiesbaden 2019, ISBN 978-3-658-21742-6.
- mit Iris Clemens: Corona Netzwerke. Gesellschaft im Zeichen des Virus. Springer, Wiesbaden 2020, ISBN 978-3-658-31393-7.